# Патриаршие пруды
Патриаршие пруды — общее название местности, расположенной в Пресненском районе Центрального административного округа города Москвы, куда входят пруд, сквер и микрорайон. Микрорайон находится вблизи Садового кольца между Малой Бронной улицей, Большим Патриаршим, Малым Патриаршим и Ермолаевским переулками. Парковый комплекс занимает 2,2 гектара, из которых дорожкам и площадкам отведено 6323 м², а зелёным насаждениям — 7924 м². Площадь пруда 9900 м², его глубина достигает 2,5 метров.

## История

### XVII—XVIII века
Топоним обозначает, что раньше на этом месте было несколько прудов. До XVII века эту территорию занимало Козье болото, которое дало название Большому и Малому Козихинским переулкам. Это место служило традиционном местом свалки нечистот, кроме того на Козьем болоте совершались многие казни опальных бояр и священнослужителей. Упоминаемые в летописях формулировки «свезён на Болота» и «казнён на Болоте» подразумевают под собой чаще всего Козье болото, а не Болотную площадь, как некоторые ошибочно полагают. Тут в 1568 году был казнён боярин Иван Фёдоров, а в 1702 году сожжён на костре обвинённый в колдовстве старец Дионисий Грек. Место казни здесь было избрано не случайно, а по сакральным дохристианским языческим воззрениям русского народа. Неподалёку от водоёмов разводили коз, шерсть которых поставлялась к царскому двору. Из Козьего болота вытекал ручей Черторый, а также левые притоки реки Пресни — Кабанка и Бубна, образовавшая Пресненские пруды на территории Московского зоопарка.

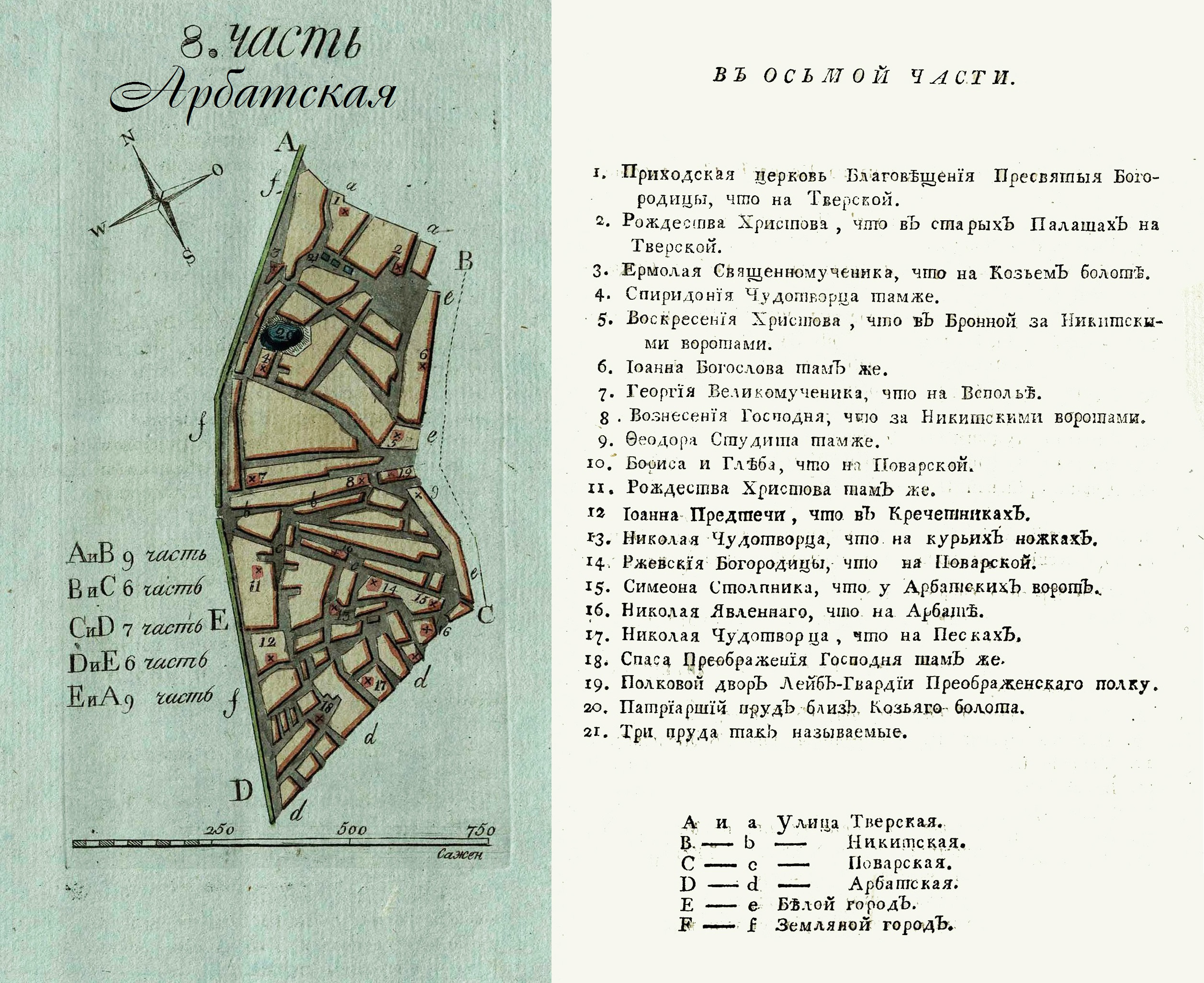
«Три пруда» (№ 21) на карте Арбатской части 1796 года

В начале XVII столетия это место стало резиденцией патриарха Гермогена — на месте болота образовалась Патриаршая Слобода, в состав которой вошли Церковь Ермолая Священномученика и церковь Спиридона Тримифунтского.
В 1683 году патриарх Иоаким распорядился осушить болота и вырыть три рыбных пруда. В Пресненских прудах разводили дорогие сорта рыбы к патриаршему столу, а на Козьем болоте — дешёвую. Эти три пруда дали название Трёхпрудному переулку, который ранее назывался «Три прудка». В период патриаршества там продолжали сжигать провинившихся религиозных деятелей — старцев, старообрядцев, жидовствующих и прочих еретиков, казни свершались вплоть до первой половины XVIII в. После отмены патриаршества пруды были заброшены, а местность вновь заболотилась.

### XIX—XX века

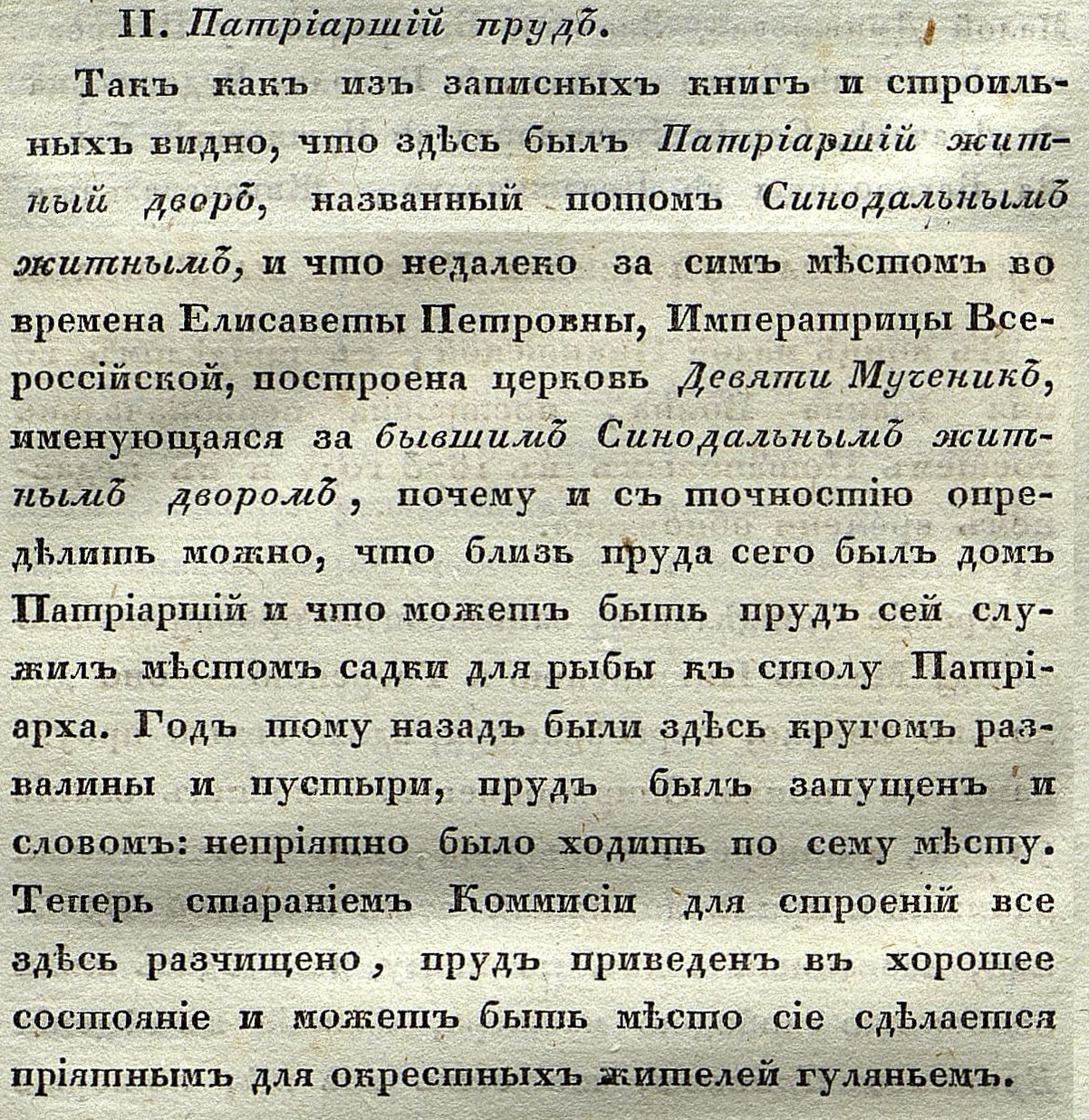
Описание Патриаршего пруда из Путеводителя по Москве 1831 г.

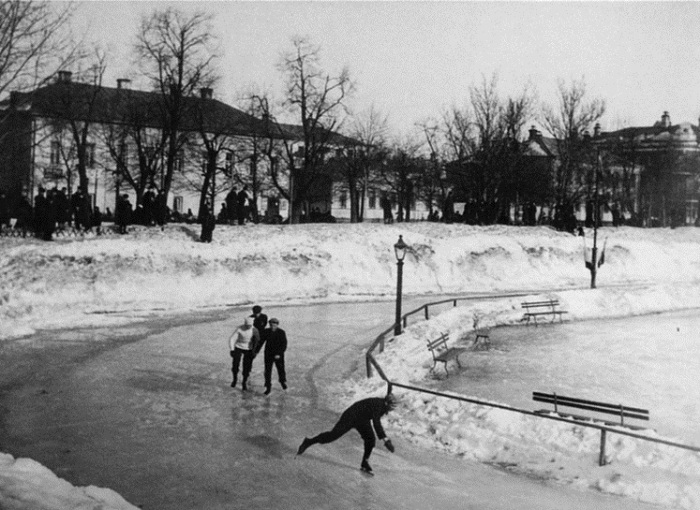
Ледовый каток на Патриарших прудах, 1900 год

После пожара 1812 года три пруда (см. их расположение на карте Арбатской части 1796 года) бывшей Патриаршей Слободы засыпали, и сохранили только Патриарший. Его вычистили, облагородили и разбили вокруг маленький сквер — Бульвар Патриаршего пруда. После весеннего паводка 1897 года встал вопрос о сохранении пруда в густонаселённой местности. Городская Дума считала очистку пруда затратной, однако пруд сохранили и наполнили чистой водой. В начале XX века территория вокруг Патриарших прудов активно застраивалась. После революции, в 1932 году водоём переименовали в Пионерские пруды, но в 1992 году вернули старое название.

### Современность
В 1999 году по инициативе главы страховой компании «Спасские ворота» Бориса Хаита состоялся конкурс на проект памятника Михаилу Булгакову на Патриарших прудах. Из 28 вариантов был выбран проект скульптора Александра Рукавишникова. Скульптор предложил не просто установить памятник писателю, а сделать вокруг него целый скульптурный ансамбль, состоящий из Булгакова, сидящего на берегу пруда, идущего по воде Иешуа Га-Ноцри, и 12-метрового бронзового примуса-фонтана. Помимо этого Рукавишников задумал расположить на берегу пруда и других героев знаменитого романа — кота Бегемота, Азазелло, Коровьева, Понтия Пилата, Мастера и Маргариту. Однако многочисленные протесты со стороны местных жителей и деятелей культуры заставили скульптора и московские власти отказаться от идеи установки памятника.

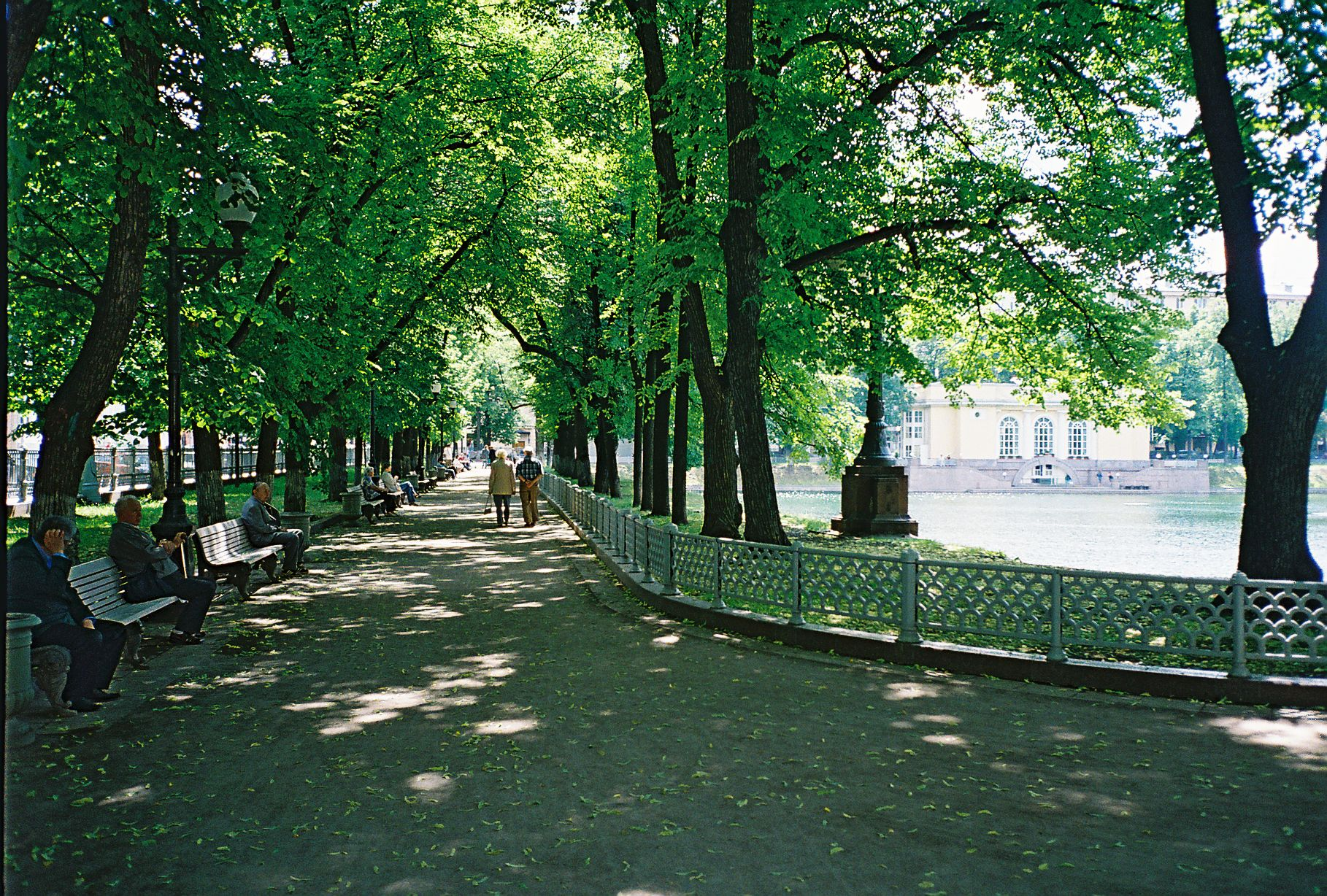
Пешеходная аллея вдоль Патриарших прудов, 2009 год

В 2003 году Патриаршие пруды и окружающий сквер были реконструированы: укрепили берега, высадили деревья, в сквере были вымощены тротуары, пруд очистили от мусора и ила, и запустили в него рыб. В этом же году Патриаршие пруды причислили к объектам культурного наследия.
В 2015 году в рамках программы «Моя улица» в парке убрали парковку вдоль тротуаров, спрятали под землю все провода. На Малой Бронной улице расширили тротуары, организовали одностроннее движение и обузили проезжую часть, после реконструкции пешеходный поток увеличился в три раза. В этом же году безымянный сквер на пересечении Спиридоньевского и Большого Козихинского переулков получил название Сквер Булгакова.
В 2017 году в рамках городского проекта на Патриарших прудах была установлена читальня — площадка под открытым небом для чтения и обмена книгами, и в культурном центре «Дом на Патриарших» после долгого перерыва возобновили игры в шахматы. В этом же году Патриаршие пруды стали образцовым местом для отдыха у воды в Москве.
Поддержание пруда осуществляется на средства федеральных, муниципальных, частных инвесторов и проживающих в районе состоятельных людей.

## Известные жители
В районе Патриарших прудов жили поэты Иван Дмитриев и Владимир Маяковский, актёры Борис Андреев, Людмила Гурченко, Клавдия Шульженко, партийные деятели Виктор Гришин и Владимир Семичастный. В этих местах провёл единственную в Москве зиму Александр Блок, а в Трёхпрудном переулке родилась Марина Цветаева. Здесь проживала Изабелла Юрьева.
Прямо на Патриаршие пруды смотрели окна квартир авиаконструктора Николая Поликарпова, создателей ракетной техники Владимира Челомея и Михаила Янгеля, маршалов авиации Константина Вершинина и Ивана Пстыго.
Рядом с прудами снимали мастерские живописцы Василий Суриков и Василий Поленов, творили архитекторы Фёдор Шехтель, Иван Жолтовский и Лев Руднев.
Близ Патриарших прудов жили великий учёный Иван Сеченов с женой — первой русской женщиной-окулистом Марией Обручевой.

## Важные строения

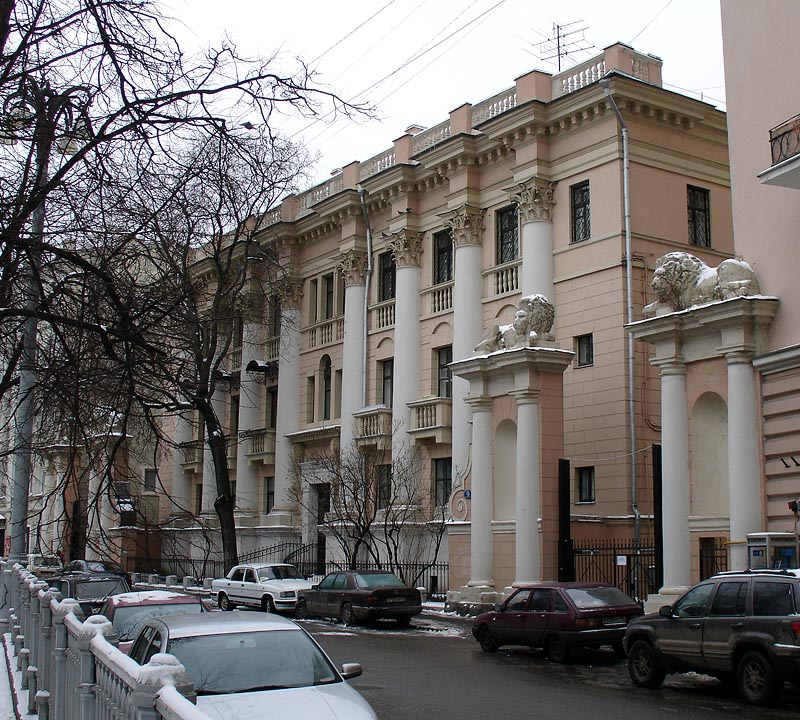
«Дом со львами» в Ермолаевском переулке 1945 года, 2007 год

В 1912 году на улице Спиридоновке архитектором Иваном Жолтовским был построен особняк Гавриила Тарасова.
В 1945 году в Ермолаевском переулке был построен жилой дом для высших военачальников СССР по проекту архитекторов мастерской Жолтовского — Михаила Дзисько и Николая Гайгарова, известный как «Дом со львами».
В 1974 году на Патриарших прудах установили памятник Ивану Крылову в окружении двенадцати персонажей автора, скульпторы которого Андрей Древин и Даниэль Митлянский.
В 1986 году у пруда на месте деревянного павильона, 1938 года постройки, был поставлен каменный павильон (архитекторы Борис Палуй, Дмитрий Лукаев, Людмила Мотина и Михаил Хазанов) с лепнинами, рельефом и модулями старого здания, в настоящее время в нём находится ресторан.
В 2002 году на углу Малой Бронной улицы и Ермолаевского переулка по проекту архитектора Сергея Ткаченко построили жилой дом «Патриарх», который венчает модель башни Татлина. По мнению историка архитектуры Владимира Паперного, этот дом — один из худших примеров «лужковской архитектуры».

## Патриаршие пруды в литературе
Патриаршие пруды неоднократно упоминались в советской литературе. В романе «Сожжённая Москва» Григория Данилевского на Патриарших прудах жила княгиня Шелешпанская. Герой романа Льва Толстого «Анна Каренина» — Левин — искал здесь Китти. В рассказе «Святочная ночь» Толстой описывает поездку к цыганам:
Вдруг сани остановились… Налево от него виднелось большое для города пустое, занесённое снегом место и несколько голых деревьев… «Что, мы за городом? — спросил он у кучера. — Никак нет, евто Патриарши пруды, коли изволите знать, что подле Козихи».

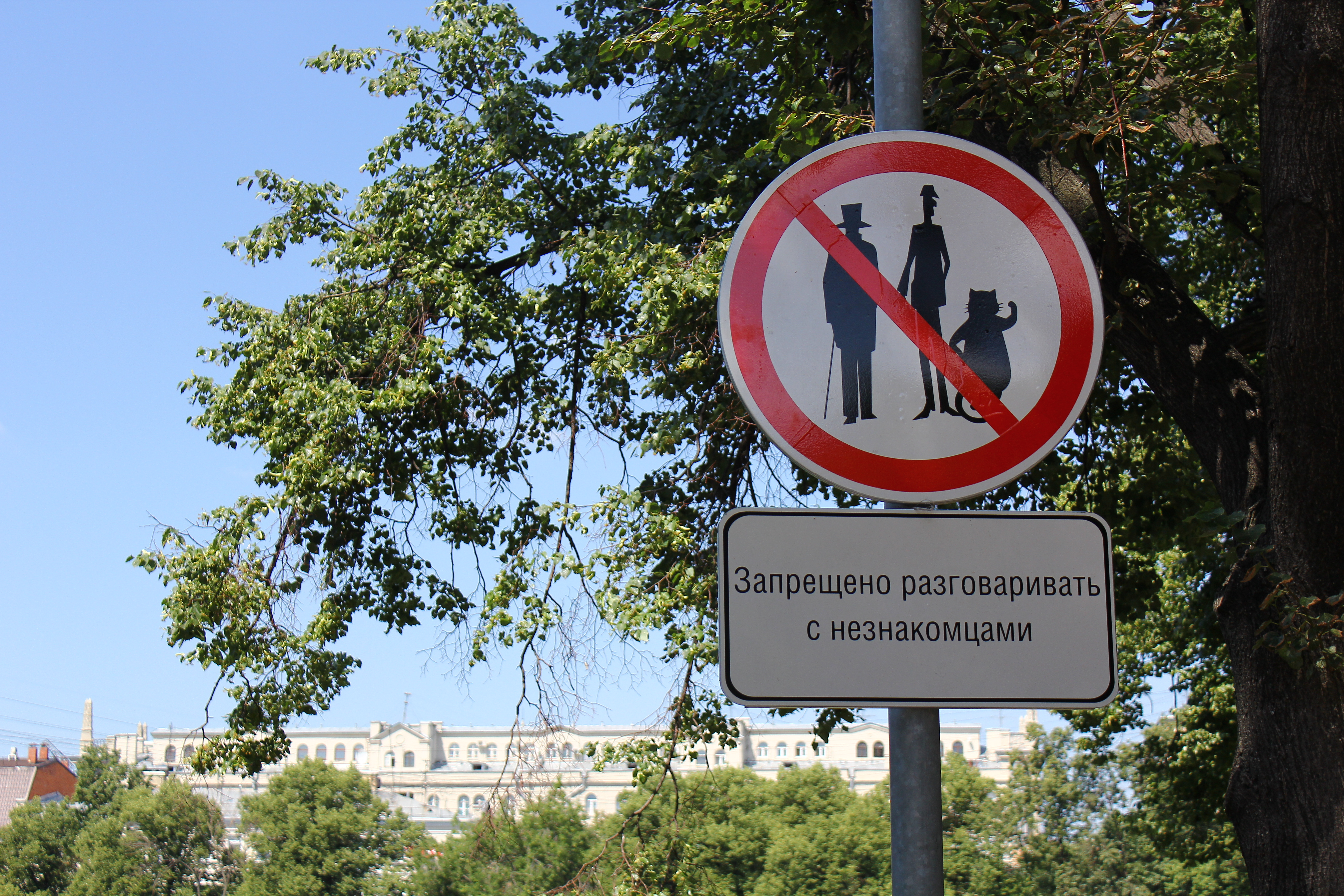
Знак «Запрещено разговаривать с незнакомцами», 2012 год

Роман Михаила Булгакова «Мастер и Маргарита» начинается со слов:
Однажды весною, в час небывало жаркого заката, в Москве, на Патриарших прудах, появились два гражданина.
В районе Патриарших прудов Берлиоз попадает под трамвай:
…поворачивающий по новопроложенной линии с Ермолаевского на Бронную, …и под решётку Патриаршей аллеи выбросило на булыжный откос круглый тёмный предмет. Скатившись с этого откоса, он запрыгал по булыжникам Бронной. Это была отрезанная голова Берлиоза.
В парке установлен знак «Запрещено разговаривать с незнакомцами», отсылающий к первой главе «Мастера и Маргариты».
В 1958 году Евгений Евтушенко написал одноимённое стихотворение, которое начинается со строк:
Туманны Патриаршие пруды.
Мир их теней загадочен и ломок,
и голубые отраженья лодок

видны на тёмной зелени воды.

## Мероприятия

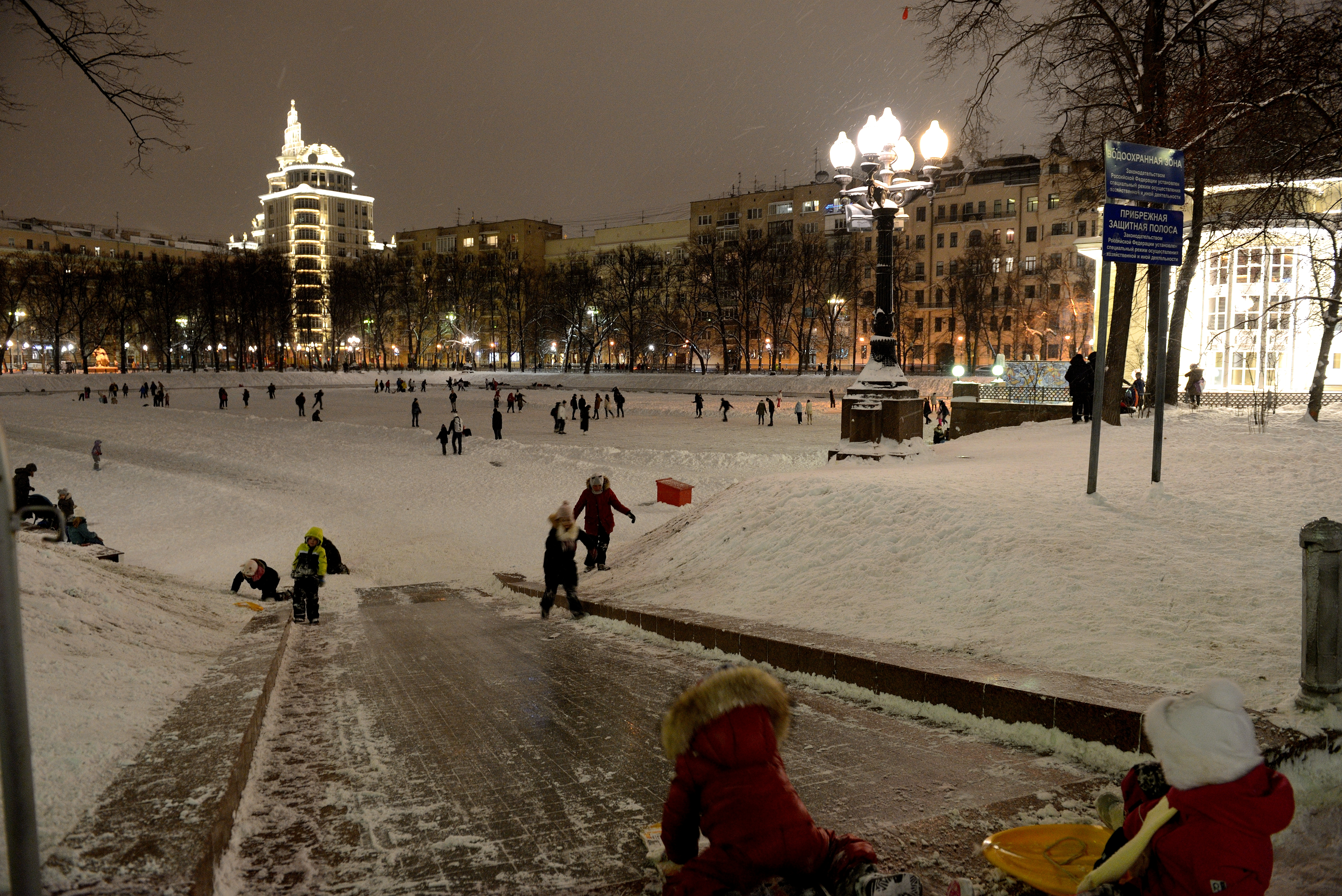
Горка и каток на Патриарших прудах, 2018 год

Ежегодно на Патриарших прудах устраивают большой каток общей площадью 12 тыс. м², где работает прокат коньков. Такая традиция ведётся с 1900 года, ещё Лев Толстой приводил сюда дочерей. Вечером каток освещают 16 прожекторов, которые могут проецировать на лёд изображения цветов и снежинок.
Патриаршие пруды служат площадкой для городских праздников: дня города, масленичных гуляний и фестивалей. На Патриарших прудах проводятся Булгаковские вечера, где также проходит букинистическая ярмарка.
В 2013 году на Патриарших прудах прошла фотовыставка «Лесные истории. Осень» работ призёров российских и международных фотоконкурсов. В том же году в рамках «Ночи искусств» на Патриарших прудах транслировали радиоспектакль первой главы «Мастера и Маргариты» и была организована встреча с озвучившими его актёрами — Игорем Костолевским, Максимом Сухановым, Игорем Ясуловичем и Александром Феклистовым.
С 2013 года на Патриарших прудах проходит ежегодный благотворительный забег #ПатрикиБегут. Все собранные средства идут в поддержку благотворительного фонда помощи детям с органическими поражениями ЦНС «Галчонок».
В 2014 году на Патриарших прудах прошёл цветочный фестиваль с мастер-классами по флористике и концерт «Музыка на воде», где выступил оркестр «Персимфанс», а также солистка Московского музыкального театра Хибла Герзмава.
В 2016 году на Патриарших прудах устраивали Булгаковский фестиваль, приуроченный к 125-летию со дня рождения автора.